# Taeh Bukik
Taeh Bukik is een bestuurslaag in het regentschap Lima Puluh Kota van de provincie West-Sumatra, Indonesië. Taeh Bukik telt 2906 inwoners (volkstelling 2010).